# JAMDAT Mobile
A JAMDAT Mobile egy mobiltelefon-vállalat, amely videójátékokkal, csengőhangokkal, képekkel és további más mobiltelefon tartalommal foglalkozott. A cég rengeteg tulajdonnal rendelkezett, eredeti és licencelt játékokkal is, mint például bowling játékok, a Tetris és A Gyűrűk Ura játék, amelyeket wireless kapcsolat segítségével terjesztettek. A JAMDAT 2000 márciusában lett megalapítva Los Angeles városában, majd kiterjesztették a céget más városokra is, mint például Honolulu, Montréal, Tokió, London, Bukarest, Hyderabad.
2004-ben tervbe vették, hogy nyilvános céggé válnak (tőzsdére mennek), de végül az Electronic Arts 2005-ben megvásárolta a vállalatot.
A céget felvásárolta az Electronic Arts EA Mobile néven 2005. december 8-án 680 millió amerikai dollárért, majd a vétel után közel 50 játékot adtak ki.

## Játékok
| Kiadás éve | Játék neve | Fejlesztő                  |
| ---------- | ---------- | -------------------------- |
| 2005       | Doom RPG   | Fountainhead Entertainment |